# 구아노신 일인산
구아노신 일인산(영어: guanosine monophosphate, GMP)은 RNA에서 단위체로 사용되는 뉴클레오타이드의 한 종류이다. 5'-구아닐산 또는 구아닐산이라고 한다. 구아노신 일인산은 뉴클레오사이드인 구아노신과 인산의 에스터이다. 구아노신 일인산은 핵염기인 구아닌, 5탄당인 리보스, 인산으로 구성되므로 뉴클레오사이드 일인산이다. 치환기로 사용될 때는 접두사 "구아닐릴-"로 나타낸다. 구아노신 일인산은 미생물 발효에 의해 상업적으로 생산된다. 구아노신 일인산의 E 번호는 E626이다.
구아노신 일인산은 감칠맛을 내기 위해 구아닐산 이나트륨(E627), 구아닐산 이칼륨(E628), 구아닐산 칼슘(E629)와 같은 염의 형태의 향미 증진제로 사용되는 식품 첨가물이다. 구아노신 일인산은 종종 시너지 효과를 내기 위해 이노신산 이나트륨과 함께 사용된다. 이들의 조합은 5'-리보뉴클레오타이드 이나트륨으로 알려져 있다. 구아닐산 이나트륨은 라면, 감자칩, 스낵, 야채 통조림, 절인 고기, 패킷 수프에서 종종 발견된다.
구아노신 일인산은 상당히 비싼 첨가물이기 때문에 보통 글루탐산이나 글루탐산 모노나트륨(MSG)과 별개로 사용하지 않고, 또한 감칠맛에도 기여한다. 이노신산과 구아닐산이 성분 목록에 있지만, MSG가 없는 것으로 보이는 경우, 글루탐산은 가공된 콩단백질 복합체(가수분해된 콩 단백질), 효모 추출물 또는 간장과 같은 다른 성분의 일부로 제공될 가능성이 있다.
실험 모델에서 구아노신 일인산 합성의 저해제로서 글루타민 유사체인 6-디아조-5-옥소-L-노르류신(DON)을 사용할 수 있다.

## 데노보 합성
GMP의 합성은 오탄당 인산 경로의 생성물인 리보스 5-인산으로부터 시작된다. GMP의 합성은 리보스의 1번 탄소에 있는 퓨린 고리의 점진적인 형성에 의해 진행되며, 이산화 탄소, 글루타민, 글리신, 아스파르트산 및 테트라하이드로폴산의 1탄소 유도체가 퓨린 고리의 형성을 위해 다양한 원소들을 제공한다.

## cGMP
구아노신 일인산(GMP)은 고리형 구아노신 일인산(cGMP)로 알려진 고리 구조로 존재할 수 있다. 특정 세포 내에서 구아닐산 고리화효소는 GTP로부터 cGMP를 만든다.
cGMP는 호르몬에 의한 신호 전달을 매개하는데 중요한 역할을 한다.

## 같이 보기
- 일일 흡수 허용량
- 구아닐산 이나트륨
- 이노신산 이나트륨
- 이노신산
- 이케다 기쿠나에
- 감칠맛
- 아지노모토
- 글루탐산
- 글루탐산 이나트륨
- 글루탐산 칼륨
- 아데노신 일인산 (AMP)
- 구아노신 이인산 (GDP)
- 구아노신 삼인산 (GTP)
- 하이포잔틴-구아닌 포스포리보실트랜스퍼레이스
- 리보뉴클레오사이드